# Edmundo Pérez Yoma
Edmundo Jaime Pérez Yoma (Antofagasta, 10 de enero de 1939) es un empresario y político chileno, exmilitante del Partido Demócrata Cristiano (PDC). Se desempeñó dos veces como ministro de Defensa Nacional durante el gobierno del presidente Eduardo Frei Ruiz-Tagle, y luego como titular del Ministerio del Interior en el primer gobierno de la presidenta Michelle Bachelet.

## Biografía

### Familia y estudios
Nació como hijo de Edmundo Pérez Zujovic, ministro del presidente Eduardo Frei Montalva, padre de Frei Ruiz-Tagle. Pérez Zujovic murió en 1971 producto de un atentado perpetrado por un comando de extrema izquierda.
Siendo niño llegó a Santiago con su familia. Cursó estudios en el Saint George's College y luego en la Universidad de Chile, donde durante dos años cursó ingeniería. Posteriormente emigró a Seattle para estudiar en la Universidad de Washington, de donde egresó en 1962 como Bachelor of Arts.
Es casado desde 1965 con Paz Vergara Larraín, con quien tuvo seis hijos.

### Actividad empresarial
En la década de 1960 comenzó su actividad empresarial que ha abarcado los sectores pesquero, constrrucción y agrícola. A comienzos de la década de 1990 fue presidente de los directorios de las compañías Petrox Chile y Chilectra Metropolitana.

## Trayectoria política

### Sus inicios
En 1988 asumió como consejero nacional del Partido Demócrata Cristiano (PDC) y en 1989 lideró la campaña al Senado de Eduardo Frei Ruiz-Tagle. En 1991 fue designado presidente de la Comisión de Defensa de su partido.
En 1993 fue secretario ejecutivo de la campaña de Eduardo Frei Ruiz-Tagle en la elección presidencial de ese año, asumiendo en paralelo una de las vicepresidencias de su tienda. 

### Gobierno de Frei Ruiz-Tagle
Su cercanía con el Ejército fue un factor que jugó a favor para que el presidente Eduardo Frei Ruiz-Tagle (amigo personal suyo por la cercanía de sus padres) lo designara ministro de Defensa en 1994. Desde esa cartera debía cumplir con la misión de manejar las relaciones con el general Augusto Pinochet y preparar la trasmisión de mando del Ejército que ya se avecinaba.

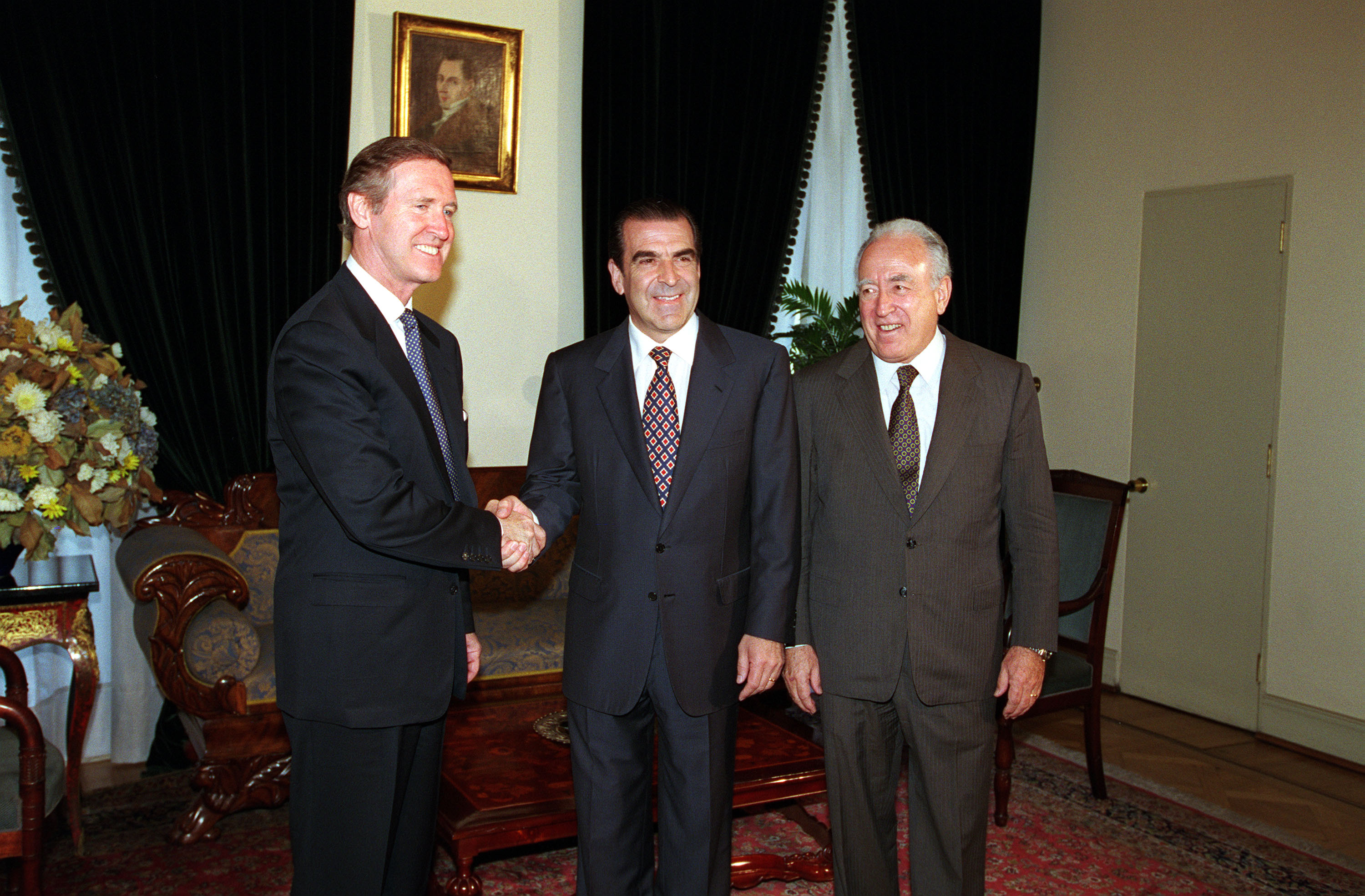
Pérez Yoma (derecha) con el presidente Eduardo Frei Ruiz-Tagle durante la visita de William S. Cohen, secretario de Defensa de los Estados Unidos en 1999.

A diferencia de su antecesor Patricio Rojas, Peréz Yoma desarrolló buenas relaciones profesionales y personales con Pinochet, llegando a un acuerdo para que el sucesor en el mando fuera Ricardo Izurieta. Otra situación compleja que debió abordar fue la salida del general Rodolfo Stange de la dirección de Carabineros, quien se negaba a renunciar habiendo sido acusado de incumplimiento de deberes en relación con el «Caso Degollados».
Al interior del Gobierno se vio enfrentado al ministro de Obras Públicas, Ricardo Lagos, por la negativa de éste a firmar la creación de Punta Peuco, una cárcel construida especialmente para recluir a militares condenados por violaciones a los derechos humanos, cuyos primeros ocupantes fueron el general Manuel Contreras y el brigadier Pedro Espinoza por el asesinato del excanciller Orlando Letelier.
Dejó su cargo el 16 de enero de 1998, asumiendo como embajador en Argentina.
El 22 de junio de 1999 volvió al Ministerio de Defensa, desde donde creó la Mesa de Diálogo, instancia que buscaba resolver problemas concernientes a la violación de derechos humanos durante el dictadura militar.

### Gobiernos de Lagos y Bachelet
Cuando Ricardo Lagos asumió la presidencia, Pérez Yoma fue designado cónsul general en Bolivia, cargo que ocupó entre junio de 2001 y marzo de 2003. Posteriormente se integró el directorio de Televisión Nacional de Chile (TVN).
El 8 de enero de 2008 la presidenta Michelle Bachelet lo nombró ministro del Interior, tras la renuncia de Belisario Velasco, cinco días antes. Su nombre, planteado por la senadora y líder del PDC Soledad Alvear, contó con el apoyo de la mayoría de los más altos personeros de la Concertación, por considerársele un político de buen manejo y gran experiencia. Fue el tercer jefe de gabinete de la administración Bachelet, tras Andrés Zaldívar y Velasco.
Su estadía en el cargo, durante el cual sostuvo diversas polémicas con los partidos de oposición, finalizó en marzo de 2010, junto con el fin del mandato de la presidenta Michelle Bachelet.
En 2012, cuando participaba en la campaña municipal de la DC, anunció su decisión de no ser candidato a senador por la Región de Antofagasta, poniendo fin a su participación en la política activa.

## Controversias
En 1997 la empresa constructora COPEVA, controlada por su hermano Francisco Pérez Yoma, fue objeto de polémica por la construcción deficiente de cerca de 7000 viviendas sociales en Bajos de Mena, un barrio de Puente Alto. Las viviendas tuvieron filtraciones de agua durante el lluvioso invierno de 1997 y debieron ser cubiertas con protecciones de nailon para evitar la humedad. Edmundo Pérez Yoma, sin embargo, nunca tuvo participación accionaria ni relación comercial con COPEVA. Diversos informes técnicos atribuyeron la responsabilidad a una falla en las especificaciones técnicas del SERVIU, un organismo estatal a cargo de las viviendas sociales, el que fue condenado a indemnizar a las familias afectadas, tras un fallo condenatorio de la Corte Suprema.
La empresa Reconsa, en la cual Edmundo Pérez Yoma posee (junto a sus hijos) el 20% de las acciones, también ha sido objeto de controversia al desarrollar diversos proyectos inmobiliarios en la comuna de Concón, en las proximidades de un área de dunas que, en 1993, fue declarada Santuario de la Naturaleza. Aunque se le ha atribuido participación en la reducción del área de protección, ello no aparece sustentado en hechos. 
En la comuna de Cabildo, Edmundo Pérez Yoma en sociedad con sus hijos posee el predio La Loica, con producción de paltos y limones. Ha sido sindicado por ambientalistas de agravar la sequía que ha vivido esa zona durante la década de 2010 hasta la fecha, acusación que él ha negado. El dirigente ambientalista y político Rodrigo Mundaca lo acusó de robo de agua y fue llevado por Edmundo Pérez Yoma a juicio por injurias graves. Mundaca fue condenado a seis meses de prisión remitida y al pago de una multa por el Tribunal de Garantía de La Ligua en 2014.